# Arad (Israël)
Pour les articles homonymes, voir Arad.
Arad (hébreu ערד - arabe عراد) est une ville israélienne située dans le nord du désert du Néguev. Elle a été fondée en novembre 1962. Elle compte en 2007 plus de 23 000 habitants, de toutes origines : Juifs Sépharades, Juifs Ashkénazes, Beta Israël (juifs d'Éthiopie), Bédouins, et une petite communauté African Hebrew Israelites, plus communément appelée « Hébreux noirs ».
Après l'évacuation par les Israéliens de la Bande de Gaza, en 2005, le gouvernement a également évacué les habitants palestiniens du village de Dahaniya, considérés par les Palestiniens comme des collaborateurs de l'occupation israélienne. Les habitants de Dahaniya ont été installés au debut à Tel Arad, mais ensuite sont passés a Hevel Shalom.
La ville a été nommée d'après la ville cananéenne de Tel Arad, située à environ 8 km de l'Arad moderne.

## Démographie

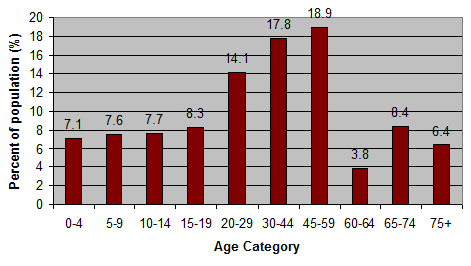
Répartition de la population d'Arad par classes d'âge

La tranche d'âge la plus nombreuse est la tranche 45-59 ans qui représente près de 19 % de la population.